# Hacienda de San Ignacio de Torrequemada
La hacienda de San Ignacio de Torrequemada se ubica cercana a la población de Bollullos de la Mitación, si bien en un enclave que pertenece al término municipal de Gelves, provincia de Sevilla (Andalucía, España). Dicho enclave siendo de Gelves, está situado en el interior del término municipal de Bollullos de la Mitación.
El inmueble presenta una arquitectura representativa de los inmuebles rurales andaluces que fusiona la arquitectura vernácula con la arquitectura urbana del barroco, con influencias de la tipología de inmuebles religiosos de la orden jesuita. Este modelo corresponde a un momento de esplendor de la economía rural, que motivó el desplazamiento de las clases acomodadas y de la aristocracia desde las ciudades al campo, a donde se trasladaron los esquemas de la arquitectura culta de la época.

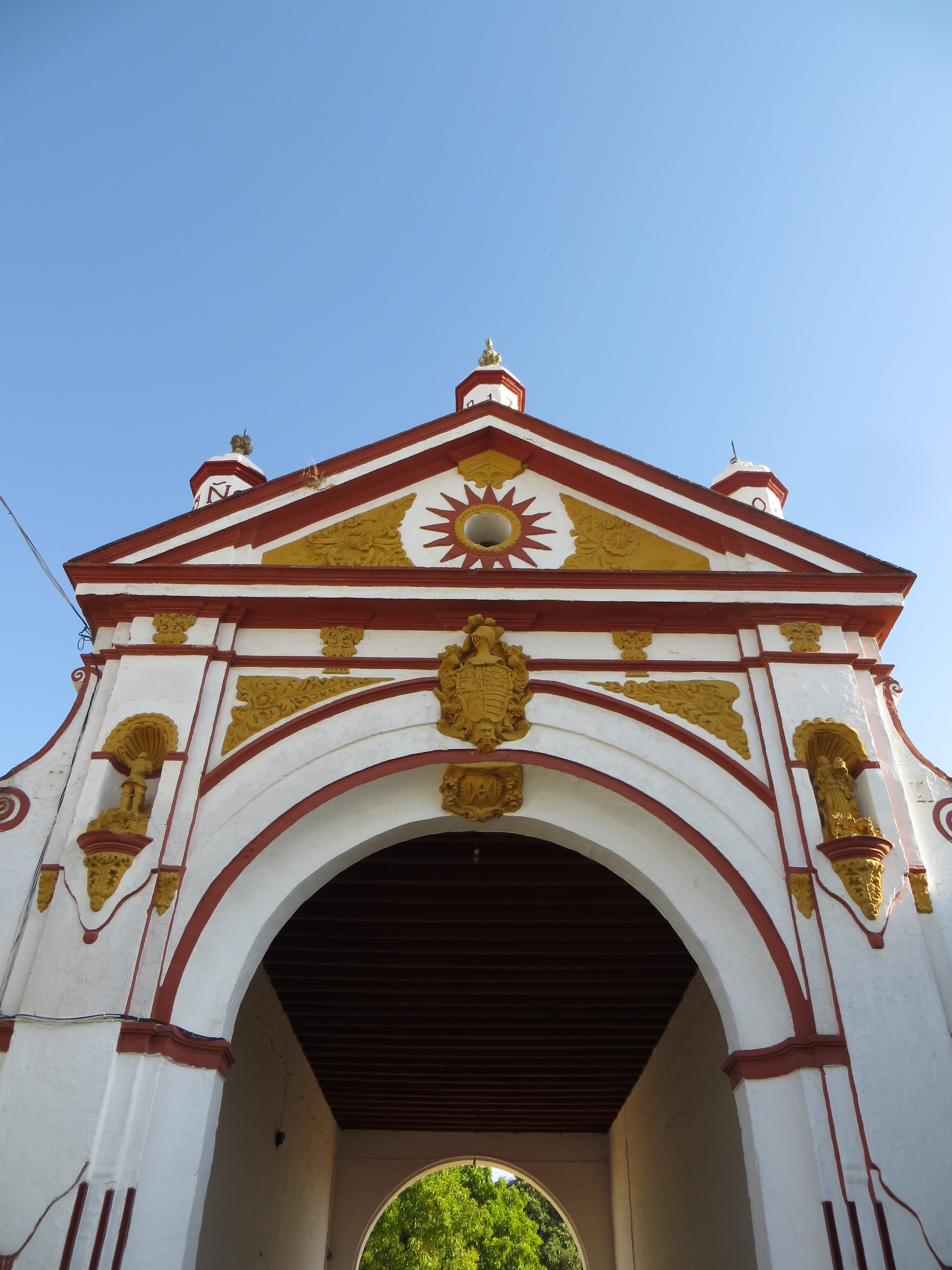
Portada del segundo patio de la Hacienda Torrequemada.

Es un inmueble funcional, concebido fundamentalmente para la explotación de olivar, formando la arquitectura y el paisaje agrícola un conjunto integrado y dotado de una gran significación patrimonial.

## Historia
El origen histórico de la finca se remonta a la alquería musulmana del Caxar, que en el Repartimiento se donó al noble castellano Gonzalo García de Torrequemada, de donde proviene su nombre, perteneciendo luego a la Orden de Santiago y hacia 1331 a Sancho López y su mujer, destacando en todo este tiempo por su producción y riqueza olivarera.
En el siglo XVII, ya conformaba una heredad y hacienda, denominada “el Boticario”, en el término del municipio de Gelves. En 1669 era propiedad de Antonio del Castillo Camarco, Caballero de Santiago, miembro del Consejo de Su Majestad, su Gran Canciller y Registrador Mayor de su Cruzada.
Cristóbal García de Segovia, Cosechero y Cargador a Indias, y su mujer Isabel Gabriela de Ygunza Morales, se la comprarían el 24 de septiembre de 1669, por un valor de 370.500 reales de vellón. En nombre de Castillo actuaría el Capitán Manuel Delgado, vecino de Sevilla, el cual contaba con poder de representación registrado en Madrid el 17 de julio de 1667.
A la muerte de Cristóbal se procedió a hacer inventario de sus bienes, los días 23 de diciembre de 1692 y el 3 de marzo de 1693, incluidos los hallados en Torrequemada. La descripción de las pertenencias apenas varía en el inventario realizado en el año 1700, tras el fallecimiento de Isabel Gabriela.
Torrequemada contaba con sus “casas grandes”, atarazanas, lagar, casa accesoria y bodega, así como molino de aceite y almacén (56 tinajas). Por otra parte tenía también 4 suertes de olivar (170 aranzadas), viñas (40 aranzadas), pinares (3 aranzadas), tierra calma (30 aranzadas) y huerta tapiada junto a la casa con árboles
frutales. A favor contaba con 2 tributos y en contra otros 2, también se recogen los pertrechos de cocina, calderas, tonelería (cerca de 300 toneles) y tinajería (más de 120 tinajas). En almacenaje contaba con mil arrobas de vinagre, 300 arrobas de aguardiente, 6000 arrobas de vino y 1500 arrobas de aceite. Por otra parte, el ganado que se registró fueron 800 reses vacunas, 24 bueyes, 8 yeguas de cría, 5 potros y un caballo “padre”.
En la casa principal contaba con diferentes pinturas, en la sala baja grande se encontraban 14 lienzos (“pinturas de la fama”), así como 7 países de montería. En la sala junto al oratorio, se localizaban 12 lienzos de pinturas de ángeles, y 4 lienzos de advocaciones cristíferas. En otra sala baja se situaban 13 cuadros de la vida de Nuestra Señora, 3 lienzos de diferentes devociones (un “San Fernando”, un “San José, la Virgen y el Niño”), así como dos lienzos de un ángel y de Santa Rosa.
El oratorio se hallaba presidido por "un quadro de un Santo Crucifico" (1693) identificado como el Santo Cristo de Gracia (1700), sin duda una de las principales devociones de Cristóbal, devociones, procedente de su tierra natal, Las Navas del Marqués (Ávila), donde contaba y cuenta con ermita propia.
La propiedad de la hacienda a inicios del siglo XVIII se la atribuyen a Gabriel de Morales, que sería el causante de levantar el caserío hacia el año 1708. Quizás la propiedad no fuera aún de él y sí estuviera representando a sus sobrinos, los hijos de Cristóbal García de Segovia y de Isabel Gabriela de Yngunza Morales.
La hacienda cuenta con una segunda portada que da acceso a un segundo patio, donde se encontraban la atarazana, los molinos de aceite y la zona de señorío. En ella hay una inscripción del año 1712, y vemos un escudo nobiliario, posiblemente el del linaje García de Segovia. Esta ampliación se le atribuye al arquitecto Juan Navarro, maestro mayor de la Audiencia de Sevilla y del duque de Medinaceli, entre los años 1708 y 1717.

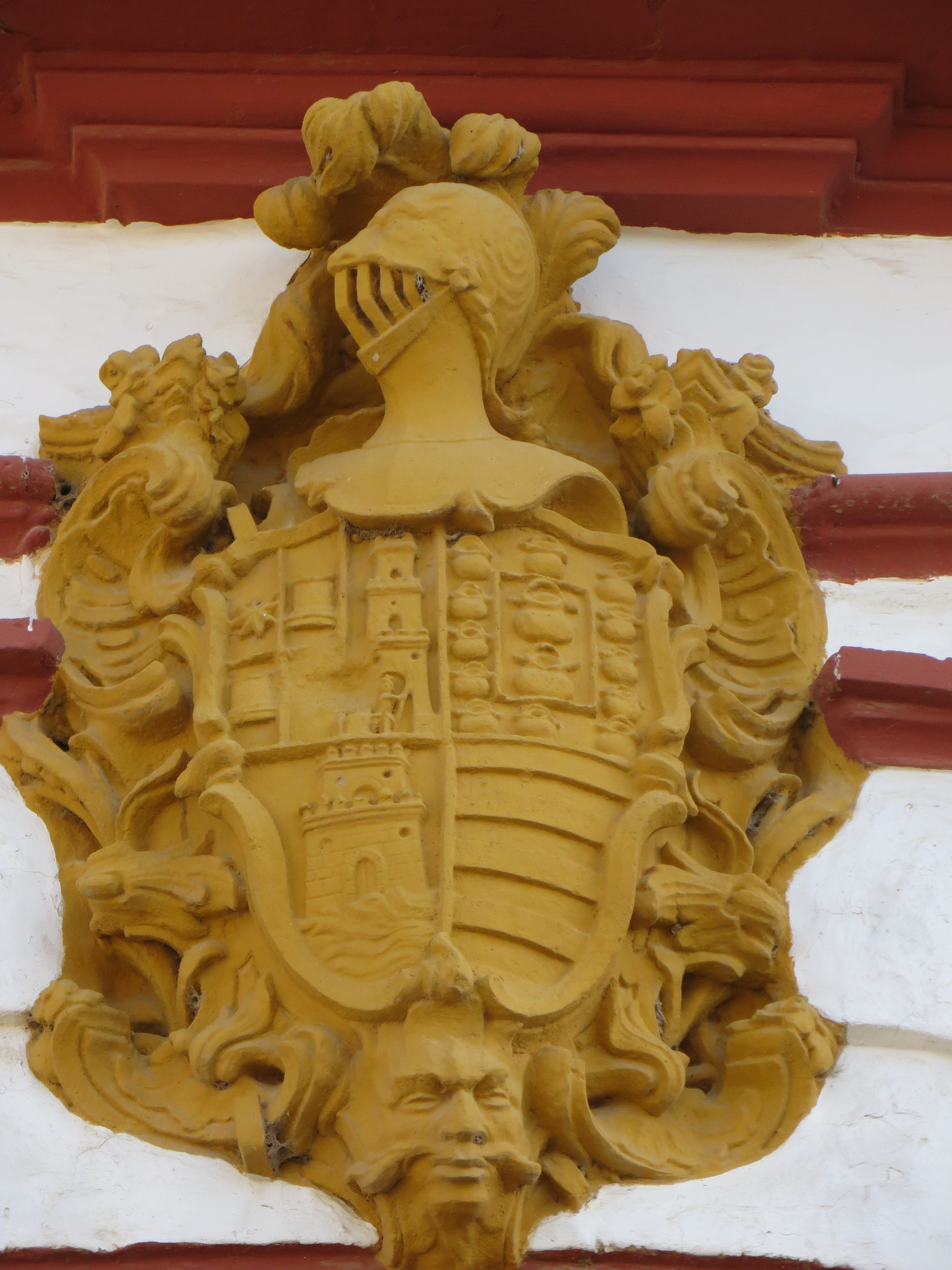
Posible escudo de armas de Cristóbal García de Segovia situado en la portada del segundo patio de la Hacienda Torrequemada.

En el año 1735 fue adquirida por el capellán real D. Jerónimo de Viergol y Rovira, en nombre de la provincia de Chile de la Compañía de Jesús, de ahí que pasara a denominarse San Ignacio de Torrequemada. En septiembre del año 1759, el padre D. Manuel de Rovira, administrador de la Hacienda en ese momento, contrató a varios peritos para realizar un aprecio de la hacienda y sus bienes. La valoración arrojó la cifra de 1.775.938 reales, quedando sin ser apreciados los pertrechos de labor, las carretas y arados, los bienes muebles, así como el menaje y ornamento de la casa y del oratorio.
A pesar de esta valoración su precio de mercado sin duda fue muy inferior. En el año 1760, el padre Luis Caamaño, procurador general de la referida provincia jesuita la vendería por 700 mil reales, aunque no tenemos constancia si la venta fue en su totalidad o no. Los jesuitas la explotaron durante veinticinco años traspasándola luego a particulares hasta los actuales propietarios.

## Descripción
La planta de este inmueble es rectangular y se estructura según el modelo consolidado en torno a dos grandes patios jerarquizados y contiguos, en los que se distribuyen las funciones residenciales, agrícolas e industriales. La entrada es a través de un vano de medio punto desde el que se accede al patio rectangular o de labor. A su vez, en el interior de este primer patio, se visualiza la segunda portada que comunica con el segundo patio de forma cuadrangular. En este se aprecia en su parte frontal el señorío, que se halla porticada por una galería de columnas.
Las naves relacionadas con los trabajos agrícolas y ganaderos se sitúan en torno al primer patio, o de labor, dispuestas sucesivamente y construidas según un esquema rígido de paramentos continuos con huecos de ventilación y accesos perfilados en las viviendas y almacenes. En la crujía de fachada se ubica la primera portada, embutida en un cuerpo arquitectónico de planta cuadrada con cubierta a cuatro aguas mediante vano de medio punto sin decoración.
A ambos lados de la entrada se hallan las dependencias de la gañanía. En los lados menores del patio aparecen pórticos que alternan los muros de carga con los arcos de ladrillo de medio punto sobre gruesos pilares. Desde estos dos pórticos se accede al interior de las naves destinadas en su origen a cuadras. Este patio de labor ejerce una función secundaria y complementaria al del siguiente patio en el que, además del señorío y de la capilla, se ubican las naves destinadas al lagar y la almazara, siendo estos espacios una de sus características propias.
En la crujía intermedia de acceso al señorío se sitúa la vivienda del casero y en el extremo de esta nave se encuentra la torre contrapeso del lagar que simultáneamente pertenece a los dos patios. En la entrada a esta parte del señorío se abre la segunda portada o portada principal, uno de los principales elementos barrocos de la Hacienda y más significativos, pues simboliza la introducción en el espacio noble o del propietario. Esta portada presenta un arco con decoración de color almagra de placas recortadas que soportan un entablamento y frontón triangular en cuyo tímpano aparece un óvalo de yeserías a la manera de rayos solares y en la clave un escudo de armas con orla barroca. Está flanqueada por pilastras en la que se insertan hornacinas con las imágenes de San Isidro Labrador y Santa Bárbara y se remata con tres pequeños pináculos con bolas en los que se puede leer la fecha de 1708.
Elemento decorativo propio de esta hacienda son los cuatro relojes de sol, realizados con pintura en color almagra, que flanquean los accesos por el interior a las entradas de ambos patios.
En el patio del señorío, en el centro, se encuentra el aljibe con doble brocal de mármol unido por un cuerpo cúbico (del mismo material y altura) y junto a este se halla un «ficcus» de gran tamaño. Este patio está rodeado por las estructuras de mayor rango arquitectónico. El flanco izquierdo lo ocupa una nave única destinada a lagar cuyo interior se distribuye entre dos líneas de arcos de medio punto de gran luz apoyados sobre veintidós columnas toscanas y cimacios de piedra arenisca.
Al exterior presenta galería porticada con arcos de medio punto enmarcados por alfices descansando sobre columnas de mármol con capiteles de pencas. En la nave opuesta se encuentra la almazara, dividida en dos ámbitos y ocupando la torre contrapeso la zona central.
En su interior, a ambos lados existe un gran número de tinajas alineadas longitudinalmente en hileras. En la parte anterior, con salida al patio, se abren vanos que conectan una serie de dependencias destinadas a diversos usos. La crujía correspondiente es la destinada al señorío con pórtico semejante al anterior. Esta zona de vivienda se organiza en torno a un gran salón central, desde el que se puede acceder tanto a las diferentes habitaciones que componen la vivienda, como a otro pórtico posterior.
En las habitaciones laterales aparecen pintadas en sus techos las figuras de San Ignacio de Loyola vestido de sacerdote y la de San Francisco Javier bautizando a una india, enmarcadas por decoración de roleos y hojarasca según el estilo barroco. Son pinturas alusivas a los fundadores jesuitas y a la presencia de esta orden en el inmueble. En el exterior del señorío se observa, en su extremo nordeste, la torre mirador de tres alturas, dividida por impostas. En la primera planta cuenta con balcones con barandas de forja, y en la segunda con vanos rectangulares flanqueados por pares de pilastras. Sobre este nivel se presenta una cubierta aterrazada con barandas de forja sostenidas por pilares que se rematan con perfiles bulbosos.
En la zona izquierda, y desde el pórtico del señorío, se ubica la capilla barroca. La entrada a ésta está precedida por un pasillo, cerrado por una robusta reja. En el interior de dicha capilla se observa en el testero frontal un bello retablo dieciochesco de madera noble sin dorar, ocupado por imágenes de culto en sus tres hornacinas. Los techos están formados por bóvedas de arista interrumpidas por un arco fajón.
Tras esta nave, cuya fachada trasera tiene un segundo pórtico, se ubica el actual jardín, anteriormente utilizado como huerta. Es un amplio recinto cercado por una tapia. En el jardín se encuentra una vieja noria y la alberca para el riego, actualmente, de las plantas y árboles, entre las que destaca una gran araucaria.
Bajo el señorío se encuentra el sótano abovedado que según la tradición fue usado como cárcel por la Inquisición. Los tejados son de teja árabe y los techos cuentan con una gruesa viguería de madera tanto en los pórticos de los patios como en los pasillos interiores del señorío. En el lagar y la almazara, en su parte central, destacan las cubiertas a dos aguas con tirantes de madera.